# Stateczność konstrukcji
Stateczność konstrukcji i jej elementów – taka ich właściwość, która polega na zachowywaniu przez nie trwałej równowagi statycznej pod działaniem obciążenia zewnętrznego. Elementy konstrukcji (pręty, tarcze, powłoki) tracą stateczność wtedy, kiedy ich obciążenia przekroczą tzw. wartości krytyczne. Utrata stateczności elementu konstrukcji jest zazwyczaj równoznaczna z utratą stateczności całej konstrukcji. Zjawiskiem z tej dziedziny badanym najwcześniej przez Leonharda Eulera (jeszcze w wieku XVIII), było tzw. wyboczenie prętów ściskanych w kratownicach statycznie wyznaczalnych, mostów stalowych. Na skutek braku wiedzy z tej dziedziny, wystąpiło wiele katastrof mostów stalowych.
Konstrukcja zachowująca stateczność pod działaniem obciążenia zewnętrznego ma tę istotną właściwość, że wychylona z położenia trwałej równowagi statycznej wraca samorzutnie do tego samego położenia. Temu powrotowi zazwyczaj towarzyszą jej swobodne drgania tłumione o podstawowej (najniższej) częstości drgań własnych. Częstość ta maleje wraz ze wzrostem obciążenia i przybiera wartość zerową, gdy to obciążenie osiąga wartość krytyczną. Dotychczasowy, przedkrytyczny stan trwałej równowagi statycznej staje się chwiejny co powoduje, że pojawia się bardzo bliski, sąsiedni, pokrytyczny stan niestatecznej równowagi układu. Ten stan sąsiedni charakteryzuje się tym, że pojawiają się, szybko narastające, dodatkowe przemieszczenia jakościowo różne od dotychczasowych i prowadzące do powstania stref zniszczenia materiału konstrukcyjnego. Pojawienie się tej jakościowo nowej formy równowagi nazywane jest jej bifurkacją. Istnieją wtedy dwie formy równowagi, przy czym stara, przedkrytyczna, staje się niestateczna.

## Analiza stateczności stanu równowagi
Analiza stateczności stanu równowagi układu wymaga badania warunków stacjonarności jego energii potencjalnej {\displaystyle U.} W analizie tej korzysta się z zasady minimum energii potencjalnej. Jeżeli stan układu (jego konfiguracja) jest opisany za pomocą skończonej liczby {\displaystyle n} stopni swobody, to energia układu jest funkcją {\displaystyle n} zmiennych niezależnych {\displaystyle x_{i},\;i=1,2,\dots ,n} i warunki konieczne istnienia tego minimum przybierają postać
{\displaystyle {\frac {\partial U}{\partial x_{1}}}=0,\quad {\frac {\partial U}{\partial x_{2}}}=0,\quad \dots \quad {\frac {\partial U}{\partial x_{n}}}=0.}
Jeżeli stan układu opisany jest za pomocą pewnego zbioru funkcji {\displaystyle {\vec {\varphi }}_{i}({\vec {x}})\in R,} to badanie jego stateczności wymaga analizy stacjonarności odpowiedniego funkcjonału.

## Proste przykłady bifurkacji

### Uproszczone modele pręta ściskanego

#### Przykład 1
W celu zilustrowania zjawiska bifurkacji rozważymy układ mechaniczny (rys. 1a) składający się z pionowego, nieskończenie sztywnego i idealnie prostego pręta AB {\displaystyle (EI=\infty ,EA=\infty )} o długości {\displaystyle L\;\mathrm {[m]} .} Pręt na dolnym końcu podparty jest przegubowo nieprzesuwnie i zamocowany sprężyście za pomocą sprężyny o sztywności {\displaystyle k\;\mathrm {[kNm/rad]} .} Górny koniec pręta obciąża siła {\displaystyle P\;\mathrm {[kN]} } skierowana pionowo w dół i działająca idealnie wzdłuż osi pręta.
Energia potencjalna układu, wychylonego o kąt {\displaystyle \alpha \;\mathrm {[rad]} } od pionu (rys. 1b), wyraża się wzorem
{\displaystyle U(\alpha )={\frac {1}{2}}k\alpha ^{2}-P\Delta ={\frac {1}{2}}k\alpha ^{2}-PL[1-\cos(\alpha )],}
a warunek jej stacjonarności przybiera postać
(a1){\displaystyle {}\quad {\frac {dU}{d\alpha }}=k\alpha -\sin(\alpha )=0}
albo
(a2){\displaystyle {}\quad \alpha \left(\lambda -{\frac {\sin(\alpha )}{\alpha }}\right)=0,\quad \lambda ={\frac {k}{PL}}.}

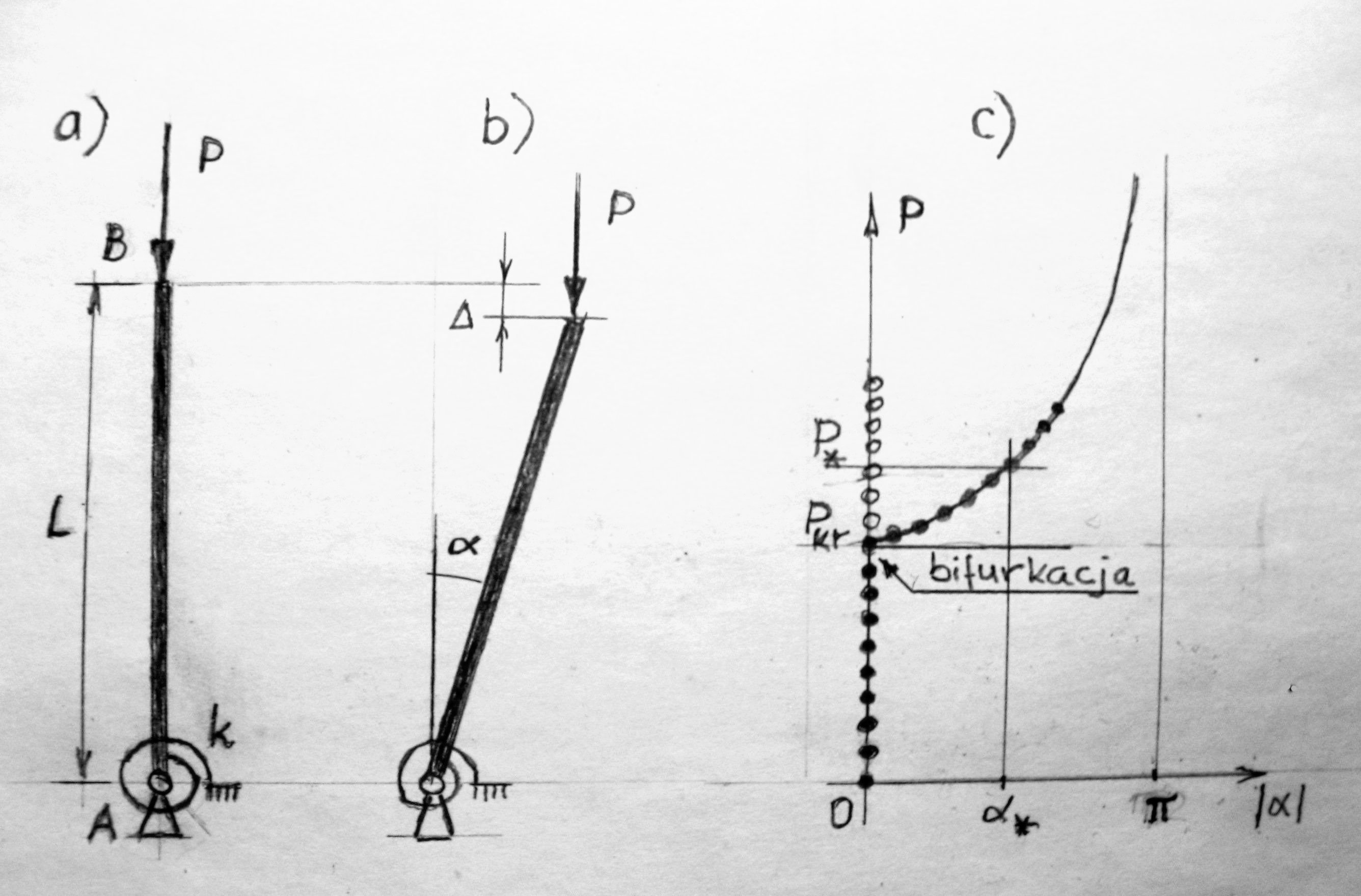
Rys. 1. Rozdwojenie (bifurkacja) stanów równowagi: – stany równowagi chwiejnej; – stany równowagi trwałej

Układ znajduje się w stanie równowagi (trwałej albo chwiejnej) tylko wtedy, gdy {\displaystyle \alpha } jest pierwiastkiem {\displaystyle \alpha _{\star }} równania (a2). Równanie to może mieć dwa pierwiastki:
1){\displaystyle {}\quad \alpha _{\star }=0} – określa taki stan równowagi, kiedy pręt znajduje się w pozycji pionowej, niezależnie od wartości działającej siły {\displaystyle P,}
2){\displaystyle {}\quad {}} drugi pierwiastek {\displaystyle \alpha _{\star }} istnieje tylko wtedy, gdy
{\displaystyle {}\quad {\frac {\sin(\alpha _{\star })}{\alpha _{\star }}}=\lambda ,}
to zaś jest możliwe, gdy {\displaystyle \lambda \in [0,1]} (rys. 2d).
Ze wzoru (a2) wynika, że ten drugi pierwiastek istnieje tylko wtedy, gdy {\displaystyle P\in [P_{kr},\infty ],} gdzie {\displaystyle P_{kr}=k/L} jest krytyczną wartością obciążenia {\displaystyle P.} Przy takim obciążeniu pojawia się rozdwojenie (bifurkacja) stanów równowagi. Ze wzrostem obciążenia te dwa stany oddalają się od siebie (rys. 1c).

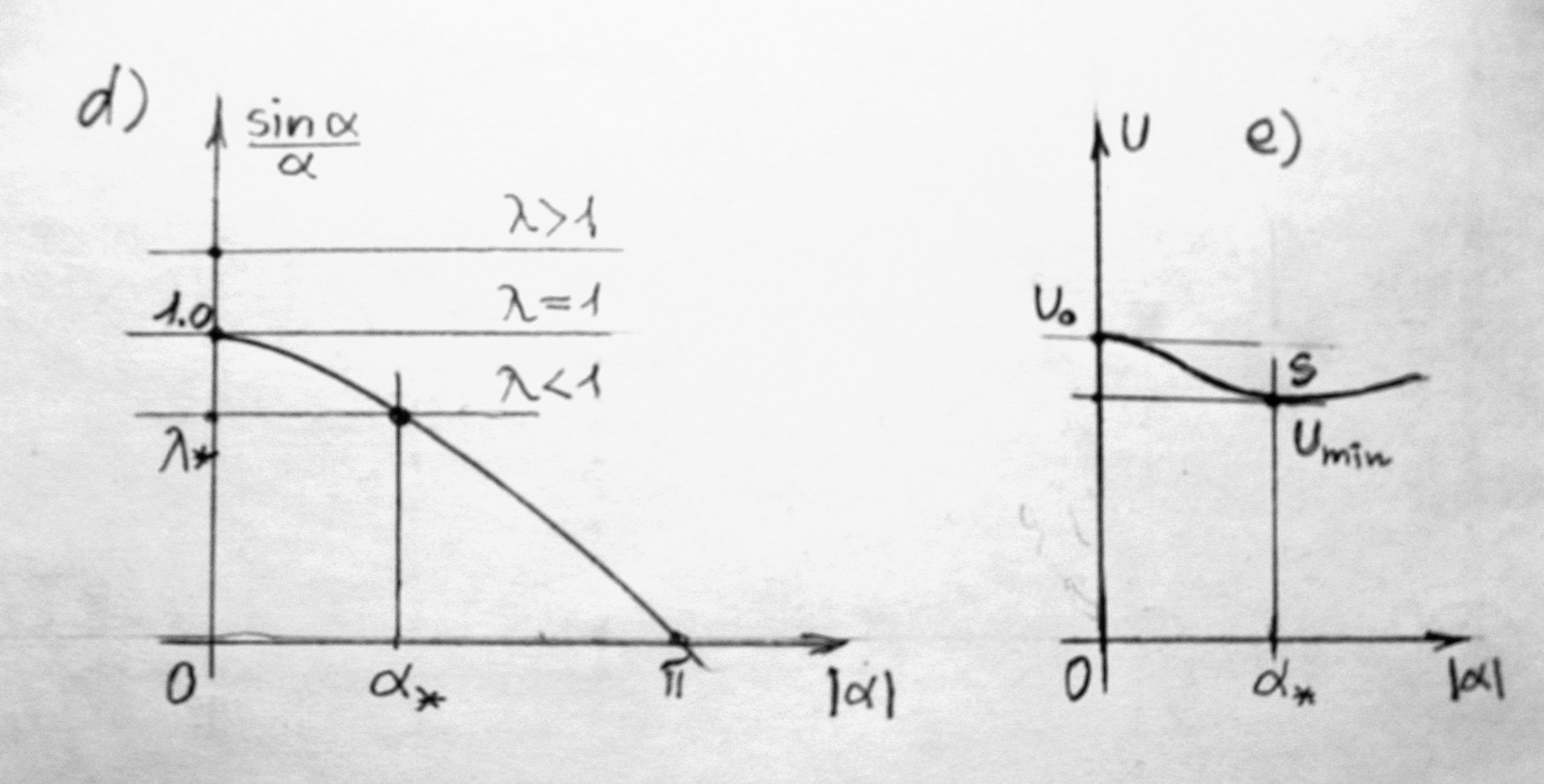
Rys. 2. Rozwiązanie nietrywialne

Z pełniejszej analizy wynika, że stan określony przez {\displaystyle \alpha _{\star }=0} jest stanem równowagi chwiejnej, zaś stan {\displaystyle \alpha =\alpha _{\star }>0} – stanem równowagi trwałej. Na rys. 2e pokazano zależność energii potencjalnej {\displaystyle U} układu od kąta wychylenia {\displaystyle \alpha .} Stanowi równowagi trwałej odpowiada minimum tej energii.

#### Przykład 2

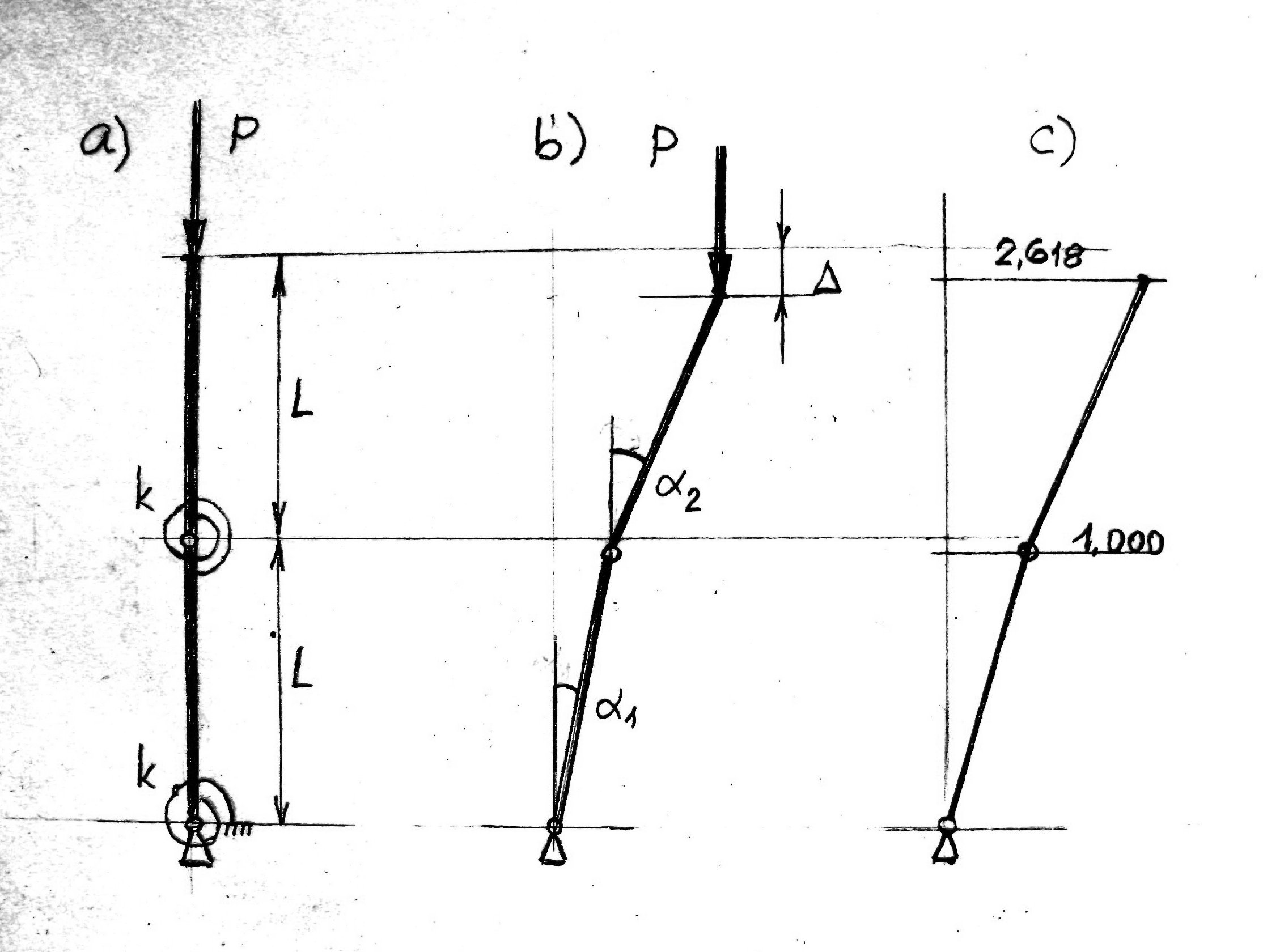
Rys. 3. Dwuczłonowy model pręta ściskanego

Zjawisko utraty stateczności pręta ściskanego przeanalizujemy teraz na modelu składającym się z dwóch pionowych członów o jednakowej długości {\displaystyle L} (rys. 3a). Układ w stanie równowagi utrzymują dwie sprężyny o jednakowej sztywności {\displaystyle k.} Do opisu jego konfiguracji wprowadzimy dwa kąty {\displaystyle \alpha _{1}} i {\displaystyle \alpha _{2}} (rys. 3b).
Ograniczając rozważania tylko do małych kątów, pionowe przemieszczenie {\displaystyle \Delta } punktu przyłożenia siły {\displaystyle P} (rys. 3b) zapiszemy wzorem
{\displaystyle \Delta =L\left(1-\cos(\alpha _{1})\right)+L\left(1-\cos(\alpha _{2})\right)={\frac {1}{2}}(\alpha _{1}^{2}+\alpha _{2}^{2}).}
Energia potencjalna układu wychylonego od pionu (rys. 3b) wynosi
{\displaystyle U={\frac {1}{2}}k\alpha _{1}^{2}+{\frac {1}{2}}k(\alpha _{2}-\alpha _{1})^{2}-P\Delta ,}
a warunki konieczne istnienia jej minimum przybierają postać
{\displaystyle {\frac {\partial U}{\partial \alpha _{1}}}=(2k-PL)\alpha _{1}-k\alpha _{2}=0,}
{\displaystyle {\frac {\partial U}{\partial \alpha _{2}}}=-k\alpha _{1}+(k-PL)\alpha _{2}=0}
albo
(b1){\displaystyle {}\quad (2\lambda -1)\alpha _{1}-\lambda \alpha _{2}=0,}
(b2){\displaystyle {}\quad -\lambda \alpha _{1}+(\lambda -1)\alpha _{2}=0,\quad \lambda ={\frac {k}{PL}}.}
Ten układ równań ma rozwiązania nietrywialne tylko wtedy, gdy
{\displaystyle \operatorname {Det} {\begin{pmatrix}2\lambda -1&-\lambda \\-\lambda &\lambda -1\end{pmatrix}}={\begin{vmatrix}2\lambda -1&-\lambda \\-\lambda &\lambda -1\end{vmatrix}}=\lambda ^{2}-3\lambda +1=0.}
Wyznacznik ma wartość zerową, gdy {\displaystyle \lambda } przybiera wartości
{\displaystyle \lambda _{1}^{\star }=1{,}5-0{,}5{\sqrt {5}}=0{,}382}
lub
{\displaystyle \lambda _{2}^{\star }=1{,}5+0{,}5{\sqrt {5}}=2{,}618.}
Z punktu widzenia stateczności modelu interesująca jest tylko większa wartość {\displaystyle \lambda _{2}^{\star },} gdyż odpowiada ona mniejszej wartości krytycznej działającego obciążenia {\displaystyle P_{kr}.} Wartość ta wynosi
{\displaystyle P_{kr}={\frac {1}{\lambda _{2}^{\star }}}{\frac {k}{L}}={\frac {1}{2{,}618}}{\frac {k}{L}}=0{,}382{\frac {k}{L}}.}
Rzeczą interesującą jest porównanie obliczonej wartości {\displaystyle P_{kr}} z wynikiem otrzymanym w przykładzie 1. Porównanie to wymaga jednak przyjęcia, że oba modele mają tę samą długość całkowitą {\displaystyle L.} Jeżeli w tym celu w powyższym wzorze podstawimy {\displaystyle L/2} zamiast {\displaystyle L,} to otrzymamy
{\displaystyle P_{kr}^{Przyklad\ 2}=0{,}764{\frac {k}{L}}<P_{kr}^{Przyklad\ 1}=1{,}000{\frac {k}{L}}.}
Mniejsza wartość obciążenia krytycznego dla modelu dwuczłonowego wynika stąd, że model ten jest mniej sztywny od jednoczłonowego.
W przypadku, gdy obciążenie {\displaystyle P} modelu osiągnie wartość krytyczną {\displaystyle P_{kr}} przedkrytyczny stan (forma) równowagi, określony przez kąty {\displaystyle \alpha _{1}^{\star }=\alpha _{2}^{\star }=0,} przestaje być stateczny i pojawia się, nieskończenie bliski, sąsiedni stan równowagi trwałej. Stan ten nazywany jest formą utraty stateczności i może być określony na podstawie równań (b1,b2) po podstawieniu w nich {\displaystyle \lambda =\lambda _{2}^{\star }=2{,}618.} Z drugiego równania otrzymujemy
{\displaystyle {\frac {\alpha _{1}^{\star }}{\alpha _{2}^{\star }}}={\frac {\lambda _{2}^{\star }-1}{\lambda _{2}^{\star }}}={\frac {1{,}618}{2{,}618}}={\frac {1{,}000}{1{,}618}}}
i na tej podstawie możemy narysować formę utraty stateczności (rys. 3c).

### Uproszczony model pręta zginanego

#### Przykład 3
Rozważymy uproszczony model belki wspornikowej płasko zginanej względem osi pionowej {\displaystyle Oz} (rys. 4a). Belka ma postać nieskończenie sztywnej {\displaystyle (EJ_{y}=\infty ,\;EJ_{z}=\infty ,\;GJ_{o}=\infty ),} cienkiej „płytki” o kształcie prostokąta wydłużonego w kierunku osi {\displaystyle Ox.} Płytka ta jest zamocowana sprężyście na końcu A za pomocą dwu sprężyn o sztywnościach {\displaystyle k_{\alpha }} i {\displaystyle k_{\beta }.} Sprężyna o sztywności {\displaystyle k_{\alpha }} modeluje sztywność skręcania belki wokół osi {\displaystyle Ox,} zaś sprężyna o sztywności {\displaystyle k_{\beta }} – sztywność zginania względem osi {\displaystyle Oz.} Zamocowanie na końcu A przyjmiemy jako nieskończenie sztywne względem osi {\displaystyle Oy.} Model jest obciążony pionową siłą {\displaystyle P,} działającą na końcu swobodnym w punkcie B położonym na osi {\displaystyle Ox.}

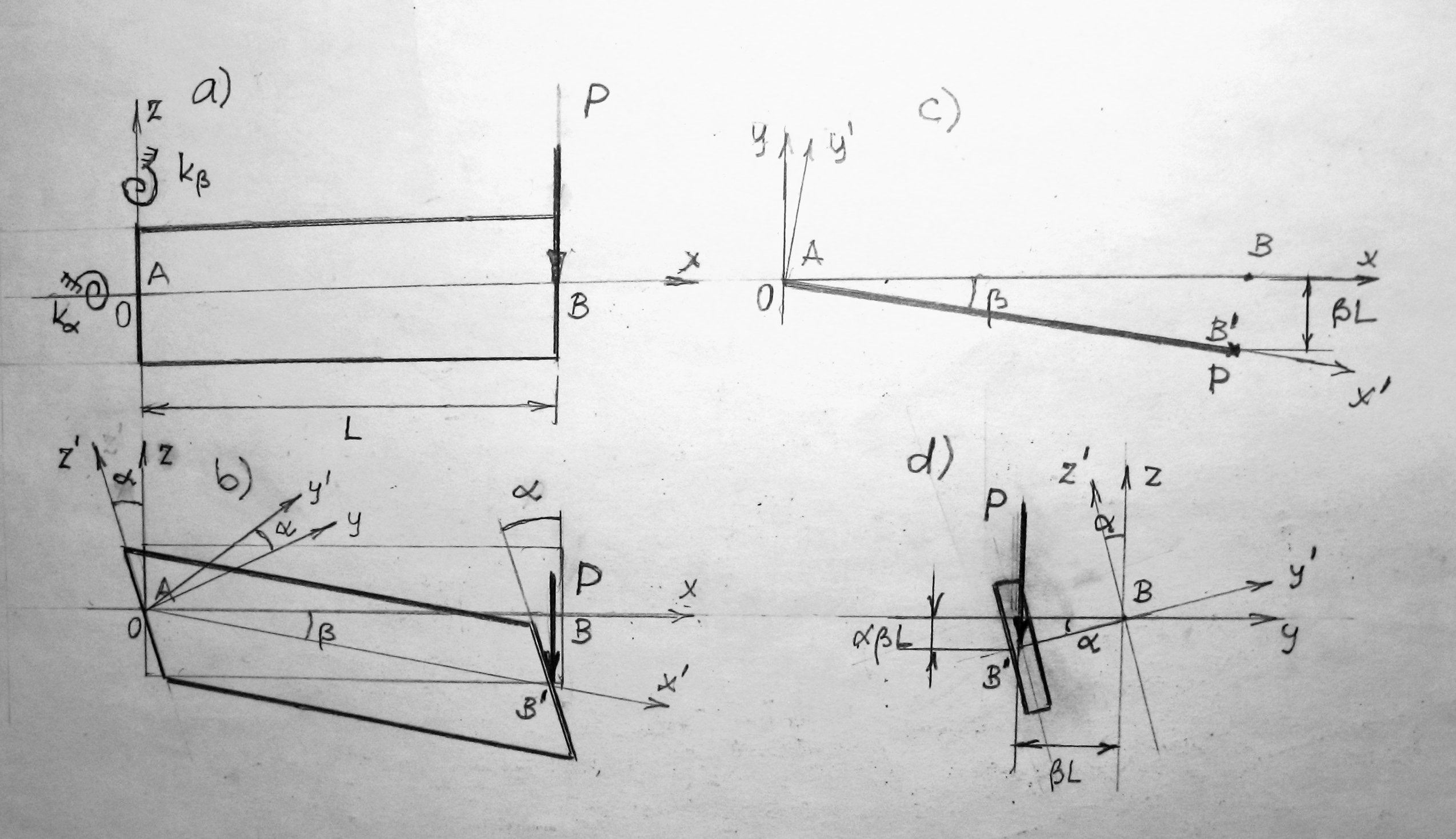
Rys. 4. Uproszczony model zwichrzenia belki wspornikowej

Konfigurację (stan) układu, w małym otoczeniu punktu {\displaystyle (0,0),} opiszemy jednoznacznie za pomocą dwu kątów {\displaystyle \alpha } i {\displaystyle \beta } (rys. 4b). Pierwszy z nich określa obrót modelu wokoło osi {\displaystyle Ox} (rys. 4d), drugi zaś – wokoło osi {\displaystyle Oz} (rys. 4c). Punkt B przyłożenia siły {\displaystyle P} doznaje przemieszczenia o poziomej składowej {\displaystyle \beta L} (rys. 4c) i pionowej {\displaystyle \Delta =\alpha \beta L} (rys. 4d).
Energia potencjalna układu wyraża się wzorem
{\displaystyle U={\frac {1}{2}}k_{\alpha }\alpha ^{2}+{\frac {1}{2}}k_{\beta }\beta ^{2}-PL\alpha \beta .}
Warunki konieczne stacjonarności energii {\displaystyle U} mają postać układu równań
{\displaystyle {\frac {\partial U}{\partial \alpha }}=k_{\alpha }\alpha -PL\beta =0\quad {}} albo {\displaystyle \lambda _{\alpha }\alpha -\beta =0,\qquad \lambda _{\alpha }={\frac {k_{\alpha }}{PL}},}
{\displaystyle {\frac {\partial U}{\partial \beta }}=k_{\beta }\beta -PL\alpha =0\quad {}} albo {\displaystyle -\;\alpha +\lambda _{\beta }\beta =0,\qquad \lambda _{\beta }={\frac {k_{\beta }}{PL}}.}
Ten układ równań ma dwa rozwiązania:
1) trywialne {\displaystyle \alpha _{\star }=0} i {\displaystyle \beta _{\star }=0} niezależnie od wartości działającego obciążenia {\displaystyle P,}
2) nietrywialne, które istnieje tylko wtedy, gdy spełniony jest warunek
{\displaystyle \operatorname {Det} {\begin{pmatrix}\lambda _{\alpha }&-1\\-1&\lambda _{\beta }\end{pmatrix}}={\begin{vmatrix}\lambda _{\alpha }&-1\\-1&\lambda _{\beta }\end{vmatrix}}=\lambda _{\alpha }\lambda _{\beta }-1={\frac {k_{\alpha }}{PL}}{\frac {k_{\beta }}{PL}}-1=0.}
Z warunku tego wynika krytyczna wartość obciążenia
{\displaystyle P_{kr}={\frac {1}{L}}{\sqrt {k_{\alpha }k_{\beta }}}} oraz rozwiązanie {\displaystyle {\frac {\alpha _{\star }}{\beta _{\star }}}=\lambda _{\beta }={\frac {1}{\lambda _{\alpha }}}.}

## Wyboczenie pręta ściskanego osiowo

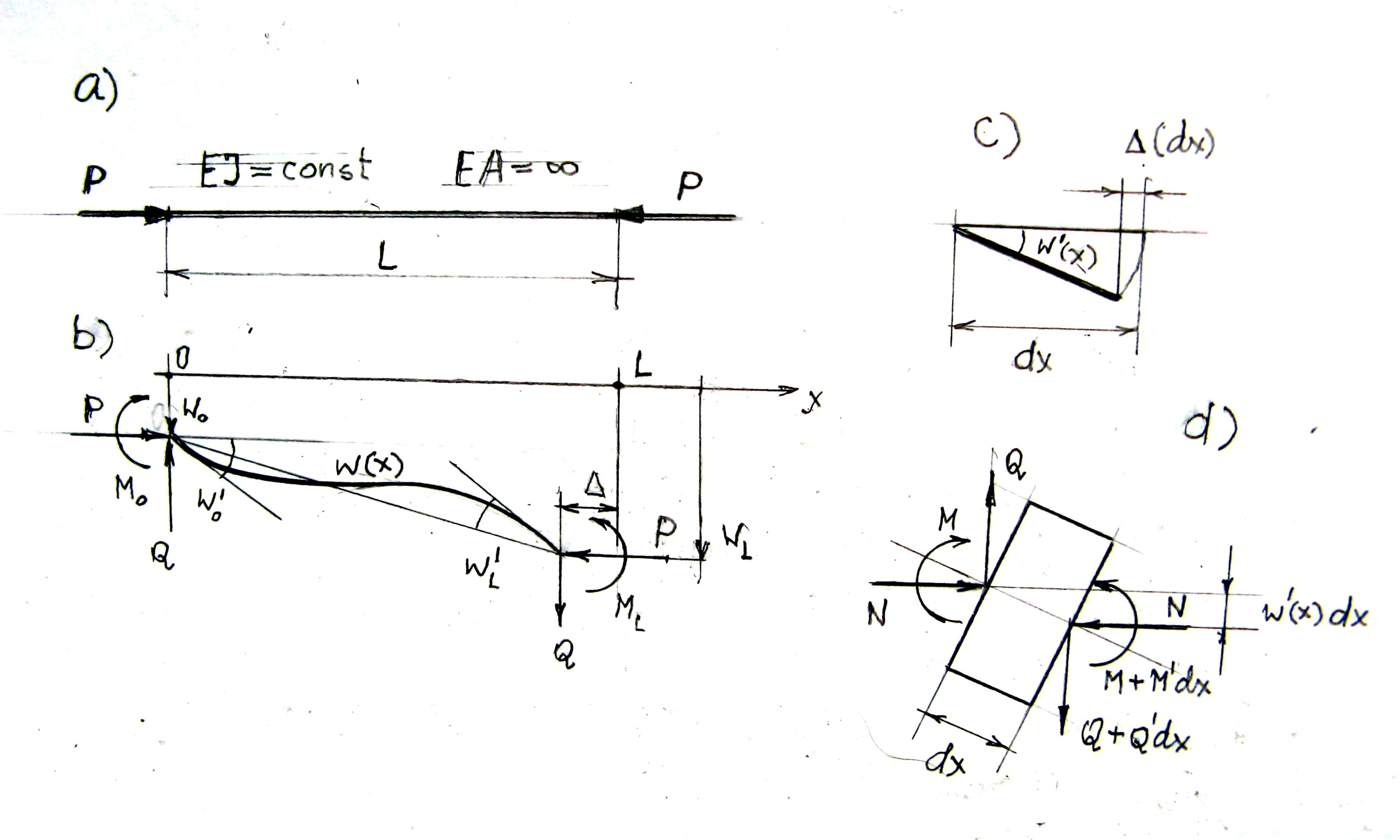
Rys. 5. Pręt ściskany osiowo